# Antichiroides politus
Antichiroides politus är en skalbaggsart som beskrevs av Waterhouse 1881. Antichiroides politus ingår i släktet Antichiroides och familjen Rutelidae. Inga underarter finns listade i Catalogue of Life.